# علي عبد الله عسوبلي
علي عبد الله عسوبلي ( (بالصومالية: Cali Cabdullaahi Cosoble)‏ من مواليد العاصمة الصومالية مقديشو، نجل وزير الاتصالات في حكومة محمد سياد بري عبد الله عسوبلي خلال السبعينيات والثمانينيات، وحفيد أحمد جيلي، وزير العدل في الحكومة المدنية بعد الاستقلال، شغل علي عبد الله عسوبلي منصب رئيس ولاية هيرشبيلي فور تأسيس الولاية،و أُنشئت المؤسسات الحكومية للولاية في عهده.

## خلفية تاريخية
ولد عسوبلي في العاصمة الصومالية مقديشو، وتلقى تعليمه الابتدائي والثانوي فيها، انتقل بعدها إلى الولايات المتحدة لإكمال الدراسات العليا، وحصل على البكالوريوس في الاقتصاد الزراعي من جامعة سام هيوستن الحكومية، عمل عسوبلي موظفا في البنك المركزي الصومالي قبل سقوط حكومة سياد بري، وانتقل بعد سقوط النظام للعمل في فرع منظمة أوكسفام في بلدوين، ثم في نيروبي عاصمة كينيا ، ليمثل الصومال هناك.
بدأ عسوبلي مشواره السياسي عام 2004 حيث شغل مقعدا في البرلمان الفيدرالي حتى عام 2012.
في 7 يناير 2005 عُين عسوبلي وزيرا للتربية والتعليم في حكومة علي محمد جيدي، وعُين فيما بعد وزيراً للتخطيط والتنمية الاقتصادية بعد تعديل وزاري.
في 17 أكتوبر 2016 انتُخب علي عبد الله عسوبلي رئيسًا لحكومة ولاية هيرشبيلي.
في عام 2017 سحب برلمان ولاية هيرشبيلي الثقة من عسوبلي وحكومته حيث صوت 66 نائبا لصالح حجب الثقة وعارضه نائبان وامتنع 6 نواب عن التصويت، في حين وصف عسوبلي القرار بأنه غير دستوري متمسكا بكونه الرئيس المنتخب. وعُين علي عبد الله غودلاوي رئيسا مؤقتا لولاية هيرشبيلي.
ترشح عسوبلي لشغل منصب رئيس وزراء الصومال عام 2020.